# Hold our fire
Hold our fire is een livealbum van The Pineapple Thief (TPT).

## Inleiding
Na de uitgifte van studioalbum Dissolution ging TPT op een Europese tournee, waarbij ook de Amsterdamse Melkweg werd aangedaan. Tijdens die tournee, lopend van september tot en met oktober 2018 werden opnamen gemaakt voor een uit te brengen livealbum. Het album bevat opnamen van diverse concerten.

## Musici
- Bruce Soord – zang, gitaar
- Jon Sykes – basgitaar, achtergrondzang
- Steve Kitch – toetsinstrumenten
- Gavin Harrison – drumstel en percussie
- George Marios - gitaar '

## Muziek
| Nr. | Titel                  | Duur  |
| --- | ---------------------- | ----- |
| 1.  | Try as I might         | 4:49  |
| 2.  | Threatening war        | 6:43  |
| 3.  | Uncovering your tracks | 4:38  |
| 4.  | All that you’ve got    | 3:26  |
| 5.  | Far below              | 4:46  |
| 6.  | Not naming any names   | 2:16  |
| 7.  | White mist             | 10:35 |
| 8.  | Shed a light           | 5:44  |
| 9.  | 3000 days              | 7:17  |